# پومونا (کالیفرنیا)
پومونا (به انگلیسی: Pomona) شهری در شهرستان لس‌آنجلس، کالیفرنیا ایالت کالیفرنیا است که در سرشماری سال ۲۰۱۰ میلادی، ۱۴۹۰۵۸ نفر جمعیت داشته‌است.

## افراد مشهور
- جسیکا آلبا (بازیگر)
- برادران هیوز (کارگردان)
- تاد فیلد (بازیگر)
- اد نلسون (بازیگر)